# Marble≠marble
marble≠marble（マーブルマーブル）は3人組の音楽ユニット。2014年大阪で結成。2023年に活動名をmarble≠marbleからTnakaに改名 した。

## 来歴
marble≠marbleは2014年に大阪で3人組エレクトロ・バンドとしてスタート。
2019年9月より活動拠点を大阪から東京へと移した。
2020年11月より3人体制の共同プロデュースからマルチクリエイターを目指すTnakaが自分自身を作品ととらえてセルフプロデュースするソロプロジェクトへ移行。
ステージ上での活動は"marble≠marbleのTnaka"としてTnakaがソロ単体で行い、作曲・編曲などは共同メンバーであったMatsumotoとフジタが引き続き行う体制となった。
2023年10月15日ワンマンライブ「Tnaka Live Factory2023」にて活動名をmarble≠marble（マーブルマーブル）からTnakaへ改名する事を発表した。

## メンバー
- Tnaka : ヴォーカル、作詞、MV制作、ジャケットデザイン、グッズデザイン、一部衣装デザインを担当[6]
- Reiji Matsumoto : 編曲、Sound productを担当[7]
- フジタダイス ケ : 作曲、編曲を担当[8]

## 作品 -Tnaka名義-（2023/10/15〜）
Tnaka#作品 -Tnaka名義- を参照

## 主なライブ

### ワンマン
- 2016年9月30日 marquee≠night marble≠marble 1st ワンマンライブ@日本橋Pollux Theater[9]
- 2017年3月18日 marquee≠night 6 〜2ndワンマンライブ〜 @十三246 Live Studio[10]
- 2017年10月14日 marquee≠night 11 3rdワンマン&Tnakaバースディライブ@北堀江club vijon[10]
- 2018年4月21日 marquee≠night 15 4thワンマンライブ 〜marble文化祭〜 @難波Mele[11]
- 2018年10月13日 marquee≠night 20 5thワンマン&Tnaka生誕ライブ@北堀江club vijon[11]
- 2019年4月14日 marble≠marble 東京First oneman@下北沢Barrack Block Cafe[12]
- 2020年11月21日 marble Marble marble@新宿Marble[13]
- 2020年11月22日 marble Marble marble@新宿Marble[13]
- 2021年4月11日 Re: marble Marble marble -1st写真集リリース記念無料ワンマン-[14]
- 2022年10月16日 Tnaka Live Flowers Birthday Oneman 2022@下北沢Flowers Loft[15]
- 2023年4月1日 Tnaka Live Factory 2023 OSAKA@北堀江club vijon[16]
- 2023年10月15日 Tnaka Live Factory 2023 TOKYO @新宿ZircoTokyo[17]

### 無観客配信ワンマン
- 2021年10月9日「拝啓、ライブハウスに来れない君へ vol.5」-Marble 1st INDEPENDENCE ANNIVERSARY-[18]

## 出演・掲載

### Web記事
- marble≠marble『J≠POP』ちょっぴり懐かしい薫りのダンス・チューン並ぶ、大阪のエレポップ3人組による2作目 - Mikiki(2017年08月28日) [19]
- marble≠marble『The Shape of Techno to Come』Perfumeオリエンテッドな音楽性から幅を広げ、小室哲哉調の曲も - Mikiki(2019年04月18日) [20]
- marble≠marble、4thアルバム『89/99』リリース決定 - OTOTOY(2021年06月22日)[21]
- クリトリック・リス スギム、marble≠marbleの4thALに”愛”のライナーを寄稿 - OTOTOY(2021年08月06日)[22]
- 90年代J-POPへ愛をこめて──レトロ・フューチャー・アイドル、marble≠marbleが目論む“平成リバイバル” - OTOTOY(2021年08月18日)[23]
- marble≠marble『89/99』90年代はカレーだ!?　私の好きな〈あの頃〉のJ-Popをもう一度 - Mikiki(2021年08月25日)[24]
- 「短冊CDの日2023」記念。MARQUEE≠HOUSE（marble≠marble）× miobell records レーベル - ポプシクリップ。(2023年7月19日)[25]

### 雑誌
- ミュージック・マガジン2021年9月号「Front Line」[26]
- めろん畑a go goのBOOK×IDOL×BOOK (Loft BOOKS) ムック- 2022年1月31日「緊急アイドル運営座談会!」[27][28]